# محمدحسین خان مروی
محمدحسین خان مروی (درگذشته ۱۲۳۴ قمری) ملقب به فخرالدوله و معروف به خان مروی، از خان‌های قاجار و حاکم مرو بود. مدرسه خان مروی، بازارچه مروی و باغ مروی در تهران از آثار و موقوفات اوست.

## زندگی
حاج محمدحسین خان، پسر بیرامعلی‌خان، حاکم مرو بود. وی از بزرگان ایل قاجار و از تیره عزالدینلو، از جمله طوایف آشاقه‌باش، می‌باشد. پس از شکست بیرامعلی‌خان (که از طرف دولت ایران بالارث حاکم مرو بود) از میرمعصوم شاه‌مراد، امیر خانات بخارا، و کشته شدن بیرامعلی‌خان در **۱۱۶۴ خورشیدی**، حکومت مرو به پسرش محمدحسین خان یا خان مروی رسید. شاه‌مراد پس از چندی، طی هجومی مرو را در سال **۱۱۶۷ خورشیدی** تسخیر کرده و خان مروی را با اعضای خاندانش به اسیری به بخارا برد.
پس از فرار برادرزاده خان مروی به ایران، شاه‌مراد به وی مظنون شد و قصد کشتن او را نمود. خان مروی مخفیانه با پای برهنه از خانه محاصره شده خود فرار کرده، مدتی در بخارا مخفی بود و سپس به شهر سبز و پس از آن به اورات تپه رفت. فرماندار اورات تپه از ترس شاه‌مراد، او و برادرزاده‌اش را به تبت فراری داد. پس از فرار خان مروی، تمام افراد خاندان و بستگان او در تلافی توسط شاه‌مراد کشته شدند.
پس از چندی، وی در سال **۱۱۷۸ خورشیدی** به کابل وارد شده و به تکدی گذراند و سپس به قندهار و سیستان و سرانجام به قاین وارد شد. خان قاین از وی پذیرایی نمود و خان مروی پس از آن به تهران وارد شده و مورد مهربانی فتحعلی‌شاه و عباس میرزا قرار گرفت. در تهران، فتحعلی‌شاه او را گرامی داشت و پس از آنکه صدراعظم خود ابراهیم خان کلانتر را از میان برداشت، به خان مروی پیشنهاد صدارت داد، ولی خان مروی از پذیرش این مقام خودداری کرد. وی تا آخر عمر با لقب فخرالدوله به سمت ندامت خاص فتحعلیشاه اکتفا نمود و بسیار متمول شد.

خان مروی ثروت فراوان داشت و باغ بزرگ و املاک وسیعی در غرب عودلاجان خریداری کرد. محدوده‌ای که امروز به نام کوچه مروی شهرت دارد، بخشی از املاک خان مروی بوده است. خان مروی در زمان حیات خویش به سال **۱۲۳۱ قمری** در زمینی که در شمال کوچه مروی قرار داشت، مسجد و مدرسه‌ای بنا کرد که به نام او به مدرسه علمیه مروی شهرت یافت. او بعدها باغی که در جنوب آن مسجد و ضلع جنوبی کوچه مروی داشت را وقف مسجد و مدرسه نمود. به تدریج تا پایان عمر، تمام اموال و املاک مزروعی را که مشتمل بر چند پارچه آبادی و نیز چندین خانه، دکان و غیره بود، به همین منظور وقف مسجد و مدرسه کرد. باغ مروی تا دوران رضاشاه دست نخورده باقی مانده بود، تا اینکه برای احداث دبیرستان مروی به وزارت فرهنگ واگذار گشت.
خان مروی در **۱۲۳۴ قمری** (معادل **۱۱۹۸ خورشیدی**) سه روز پیش از عید نوروز درگذشت.